# المرواغ (الحديدة)

تعديل مصدري - تعديل

المرواغ هي إحدى قرى مديرية الزهرة، التابعة لمحافظة الحديدة اليمنية، بلغ تعداد سكانها 3462 نسمة حسب الإحصاء الذي أجري عام 2004.